# Abdullahi
Abd-Al·lah ibn Muhàmmad at-Taaixí (àrab: عبد الله بن محمد التعايشي, ʿAbd Allāh b. Muḥammad at-Taʿāxī) (1846 – 24 de novembre de 1899), també conegut com Abdullahi o com el Califa, fou un cap religiós i militar sudanès que va succeir el mahdí Muhàmmad Àhmad el 22 de juny de 1885.

## Biografia
Era membre del clan dels awlad umm surra, de la fracció jabarat de la tribu àrab dels taaixa, una tribu de pastors del Darfur. El seu avi era un xaris de Tunísia que s'havia casat amb una dona de la tribu i el seu pare Muhàmmad ibn Alí Karrar era conegut com a Tor Xayn (Brau villà). Tenien un càrrec religiós hereditari.

### Mahdisme
El 1873 fou capturat per Zubayr Rahma, un aventurer conqueridor de Darfur, i va estar a punt de ser executat. Es va unir al Mahdí abans de manifestar-se, i fou des d'aleshores el seu conseller, al que cal atribuir bona part dels èxits militars del Mahdí entre 1881-1885.
Fou designat califa (successor) amb títol d'As-Síddiq, i emir de l'exèrcit, per una carta del Mahdí del 26 de gener de 1883. Mort el Mahdí a Omdurman el 22 de juny de 1885, va assolir la direcció del moviment. Per assegurar el seu poder personal va apartar als parents del Mahdí del poder i va eliminar els caps tribals i religiosos que se li oposaven.
El governador de la província oriental, Uthman Digna, va lliurar diversos combats no sempre afortunats amb les forces angloegípcies de Suakin. Entre 1887 i 1889 va lluitar contra els abissinis; Gondar fou saquejada (1887) i el 9 de març de 1889 es va lliurar la batalla de Kallabat on va morir el rei etíop Yohannes IV (Joan), que de fet havia obtingut la victòria però que es va convertir en derrota per la seva mort.
Abdullahi feia la seva política basat en els bakkara de Kordofan i del Darfur els quals va transferir al Sudan central on van esdevenir impopulars com a classe explotadora. Com a successor havia pensat en Uthman Xaykh, fill del seu fidel germà Yakub.

### Declivi
La seva primera gran derrota fou en la batalla de Toshki (3 d'agost de 1889), on el seu general Abd-ar-Rahman an-Najumí, que pretenia envair Egipte amb poques forces, fou completament anorreat. Aquest mateix any el país va ser assolat per una gran fam.
A partir del 1896 els britànics van decidir reconquerir el Sudan i van ocupar Dongola. Això els va permetre avançar fins a Omdurman on van derrotar definitivament els mahdistes el 2 de setembre de 1898. Abdullahi va fugir a Kordofan amb nombrosos seguidors, i va resistir un any. Va morir en la batalla d'Umm Dubaykarat deixant 21 fills i 11 filles (a més alguns altres fills ja havien mort joves abans que ell).